# Arpine Hovhannisyan
Arpine Hovhannisyan (in armeno Արփինե Աշոտի Հովհաննիսյան?; Erevan, 4 dicembre 1983) è un avvocato e politico armena, ex Ministro della giustizia della Repubblica d'Armenia e attuale vicepresidente dell'Assemblea Nazionale.
Hovhannisyan è inoltre la prima donna ad aver ricoperto il ruolo di Ministro della giustizia in Armenia.

## Primi anni e istruzione
Arpine Hovhannisyan è nata il 4 dicembre 1983 a Erevan, nella Repubblica Socialista Sovietica Armena. Nel 2004 si è laureata in Legge presso l'Università Statale di Erevan, dove in seguito ha conseguito la laurea magistrale nel 2006 e infine il dottorato nel 2009.

## Carriera politica
Dal 2007 al 2008 è stata vicedirettrice del Department of Examination of Legal Acts of the Staff del Ministero della giustizia della Repubblica d'Armenia. Nel 2008, dal 19 maggio al 30 settembre, è stata assistente del capo di gabinetto del presidente della Repubblica d'Armenia. Dal 2008 al 2011 ha lavorato come consulente del presidente dell'Assemblea Nazionale.
Il 6 maggio 2012 è stata eletta deputata dell'Assemblea Nazionale all'interno del Partito Repubblicano d'Armenia, mentre il 4 settembre 2015 il presidente d'Armenia Serž Sargsyan ha nominato Hovhannisyan Ministro della giustizia.
Il 2 aprile 2017 è stata eletta deputata dell'Assemblea Nazionale all'interno del Partito Repubblicano d'Armenia in seguito alle elezioni nazionali, e il 19 maggio è diventata vicepresidente dell'Assemblea Nazionale (con 73 voti a favore e 22 contrari).